# آلنتو (کامپانیا)
آلنتو (به ایتالیایی: Alento) یک رود در ایتالیا است که در کامپانیا واقع شده‌است.